# Dycladia marmana
Dycladia marmana är en fjärilsart som beskrevs av William Schaus 1924. Dycladia marmana ingår i släktet Dycladia och familjen björnspinnare. Inga underarter finns listade i Catalogue of Life.